# По ту сторону (серия)
«По ту сторону» — серия художественно-публицистических книг издательства «Советская Россия», выпущенных в 1978—1990 годах.
Советские политические обозреватели и журналисты-международники анализировали права и свободы человека в буржуазном обществе, разоблачали неприглядные стороны капиталистического мира, освещали деятельность спецслужб США и других капиталистических стран.
Серия была начата в 1978 книгой журналиста-международника Юрия Жукова «Мысли о немыслимом», в которой рассказывалось о пропагандистской деятельности и замыслах неофашистов Германии, Италии, Португалии, Испании.
Отмечалась актуальность, острая публицистичность и литературная выразительность книг. Разнообразие проблем, поднятых разными авторами, тем не менее, органично сочеталось с последовательностью в реализации общего замысла серии.
Среди авторов были Александр Бовин, Генрих Боровик, Евгений Евтушенко, Борис Стрельников, Мэлор Стуруа, Юлиан Семенов, Игорь Фесуненко и другие.
Издание прекращено в 1990 году в связи с распадом СССР. Всего за 13 лет в серии была издана 101 книга. Последней официальной книгой серии стала «Испанцы у себя дома» Игоря Кудрина, опубликованная в июне 1990 года. Следующей должна была стать книга «Эмигранты» Галины Башкировой и Геннадия Васильева, которая в итоге вышла уже как отдельное издание.
Некоторые книги серии переиздавались, например «Каприччиозо по-сицилийски» Юлиана Семёнова  о связях мафии с фашизмом, вышедшая в серии одной из первых в 1979 году, была выпущена в 2008 году в рамках популярной серии «Военные приключения» издательства «Вече».

## Список книг
Асоян Б. Р. Загадка проекта «U-209». (1988)
Асоян Б. Р. ЮАР: Каким будет завтрашний день? (1985)
Барышев А. В. Оборотни. (1988)
Беглов М. С. Коммивояжеры смерти. (1986)
Бовин А. Е. Космические фантазии и земная реальность. (1986)
Бовкун Е. В. Миллионы из «черной» кассы. (1989)
Боровик Г. А. Контора на улице Монтэра. (1979)
Боровик Г. А. Момент истины. (1981)
Буланцев С. Ф. Похищение Танцующего Шивы. (1990)
Бурлацкий Ф. М. Военные игры. (1984)
Васильев Г. В. Зеленое и оранжевое. (1981)
Васильев Г. В. Почему буксует Детройт. (1986)
Верников В. Л. Горький апельсин. (1986)
Генри Э. За сценой в Бонне. (1987)
Герасимов О. Г. Сумерки Каира. (1981)
Глухов Ю. В. Выстрелы на параде. (1983)
Голубев В. М. Израильский вызов Африке. (1987)
Демченко П. Е. Там, за рекой, — Палестина. (1989)
Евтушенко Е. А. Война — это антикультура. (1983)
Емельянов Т. Ф. Гангстеры без кольтов. (1984)
Емельянов Т. Ф. Метастазы коррупции. (1980)
Емельянов Т. Ф. Факельщики у пороховых погребов. (1988)
Жуков Ю. А. Мысли о немыслимом. (1979)
Жуков Ю. А. Повесть о грязных трюках. (1979)
Зафесов Г. Р. Тень над Апеннинами. (1982)
Игнатьев О. К. «Аполло» идет в чужие воды. (1982)
Игнатьев О. К. «Одна бибиси сказала…». (1980)
Игнатьев О. К. Как янки пытались украсть Азоры. (1987)
Кассис В. Б. Камикадзе берет штурвал. (1981)
Катин В. К. Воскресная месса. (1983)
Катин В. К. Рядом с Елисейсними полями. (1980)
Князьков М. А. «Я — голос индейцев». (1988)
Князьков М. А. Там, за «линией фронта». (1983)
Ковалев Э. В. Выстрелы в Ватикане. (1986)
Колосов Л. С. Голоса с чужого берега. (1980)
Кондрашов С. Н. В Аризоне, у индейцев. (1983)
Корзун Н. В. Рок, игры, мода и реклама. (1990)
Корнилов Ю. Э., Кузнецов Г. А. Крестоносцы «свободной прессы». (1986)
Коршунов Е. А. «Псы войны…» Кому они служат? (1979)
Коршунов Е. А. «Я — Бейрут…» (1983)
Кoршунов Е. А. Репортаж из взорванного «рая» (1982)
Кочетов А. В. Сюрпризы «ящика Пандоры» (1982)
Краминов Д. Ф. Люди и ракеты (1983)
Красиков А. А. Ватиканский репортаж (1990)
Кривицкий А. Ю. Коварство и политика (1982)
Кротов Г.А… «Святое дело». (1987)
Кувшинников А. Б. В кокаиновой петле (1988)
Кудрин И. А. Испанцы у себя дома. (1990)
Кузнецов В. И. Операция N. (1984)
Кузнецов Л. М. Охота за талисманом. (1988)
Ломейко В. Б. Мятеж атомных заложников. (1984)
Лосев С. А., Петрусенко В. В. Преступление без наказания. (1981)
Малов Ю. А. Спектакль на траве. (1988)
Малышев В. В. Вечный город? (1988)
Малышев В. В. За ширмой масонов. (1984)
Машкин В. К. Разглашению подлежит. (1985)
Меньшиков В. М. Бумеранг операции «Президент». (1984)
Меньшиков В. М. Секретный код «Огненная земля». (1989)
Млечин Л. М. «Хризантема» пока не расцвела. (1982)
Млечин Л. М. Последний довод. (1985)
Накаряков В. Н. Диверсии против Польши. (1985)
Негоица П. А. Боль. (1989)
Николаев В. Д. Бизнес в мундире. (1988)
Николаев В. Д. Генераторы дезинформации. (1984)
Николаев В. Д. Мафия: государство в государстве. (1982)
Оганов Г. С. …Ибо она — будущее. (1981)
Озеров М. В. Под прицелом — умы и души. (1984)
Отверженные. (1983)
Пастухов Н. Б. Щупальцы спрута вдоль Рио-Гранде. (1981)
Петрухин А. А. Тучи над Сельвой. (1984)
Печников Б. А. Гримасы неонацизма. (1987)
Пирогов Г. Н. Культурная агрессия. (1987)
Подобед А. И. Грязный след ФБР. (1987)
Пумпянский А. Б. Хэппенинг по вторникам. (1979)
Самохвалов Л. А., Хазов А. В. Как поживаете, синьор Росси? (1988)
Семенов Ю. С. Каприччиозо по-сицилийски. (1979)
Сергеев Ф. М. Гестапо Пиночета. (1987)
Сериков А. М. Никарагуа: солнце из огня. (1986)
Солодарь Ц. С. Лицемеры. (1980)
Солодарь Ц. С. Укрыватели. (1985)
Стрельников Б. Г. Путешествие будет опасным. (1979)
Стржижовский Л. Ф. Силуэты Гамбурга. (1989)
Стржижовский Л. Ф. ФРГ: на правом фланге. (1983)
Стуруа М. Г. «Общество» в кавычках и без оных. (1979)
Стуруа М. Г. Марионетки. (1981)
Стуруа М. Г. Озабоченная Америка. (1984)
Суханов В. И. Тройной узел лжи. (1980)
Сырокомский В. А. Встречи с деловой Америкой. (1980)
Сырокомский В. А. Искалеченное детство. (1979)
Тавровский Ю. В. Загадки «японского духа». (1989)
Толкунов А. Л. Конец дороги. (1986)
Толкунов А. Л. Похитители разума. (1980)
Урбан А. А. В тени «общества благоденствия». (1984)
Урбан А. А. Предрассудки не вечны. (1982)
Фесуненко И. С. Ищите женщину, или Миссия полковника Хименеса. (1988)
Харланов Ю. Ф. НАТО: лицо и маска. (1982)
Хачатуров К. А. «Еретики» и инквизиторы. (1988)
Хачатуров К. А. Боль и гнев Гренады. (1985)
Хачатуров К. А. Латиноамериканская трагедия
Чепоров Э. А. «Я — черный…» (1987)
Чепоров Э. А. Как делаются сенсации. (1983)